# Жреме
Жреме (хорв. Žreme) — населений пункт у Хорватії, у Сисацько-Мославинській жупанії у складі громади Суня.

## Населення
Населення за даними перепису 2011 року становило 65 осіб.
Динаміка чисельності населення поселення:

## Клімат
Середня річна температура становить 11,13 °C, середня максимальна – 25,91 °C, а середня мінімальна – -6,16 °C. Середня річна кількість опадів – 936 мм.
| Клімат поселення                              | Клімат поселення | Клімат поселення | Клімат поселення | Клімат поселення | Клімат поселення | Клімат поселення | Клімат поселення | Клімат поселення | Клімат поселення | Клімат поселення | Клімат поселення | Клімат поселення | Клімат поселення |
| Показник                                      | Січ.             | Лют.             | Бер.             | Квіт.            | Трав.            | Черв.            | Лип.             | Серп.            | Вер.             | Жовт.            | Лист.            | Груд.            |                  |
| Середній максимум, °C                         | 7,11             | 9,22             | 13,70            | 18,20            | 22,69            | 25,91            | 25,13            | 24,34            | 20,72            | 15,57            | 10,20            | 5,91             |                  |
| Середня температура, °C                       | 0,47             | 2,59             | 7,10             | 11,56            | 16,07            | 19,29            | 20,92            | 20,13            | 16,51            | 11,37            | 5,97             | 1,69             |                  |
| Середній мінімум, °C                          | −6,16            | −4,04            | 0,44             | 4,92             | 9,43             | 12,65            | 16,71            | 15,91            | 12,30            | 7,15             | 1,76             | −2,53            |                  |
| Норма опадів, мм                              | 59               | 55               | 65               | 77               | 83               | 93               | 84               | 86               | 83               | 86               | 92               | 73               |                  |
| Середньомісячна швидкість вітру, м/с          | 1.70             | 1.90             | 2.30             | 2.20             | 2.00             | 1.82             | 1.80             | 1.62             | 1.60             | 1.70             | 1.70             | 1.70             |                  |
| Середньомісячна сонячна радіація, кДж/м²·день | 4268             | 7063             | 10832            | 15309            | 19559            | 21734            | 22749            | 19838            | 14626            | 9062             | 4807             | 3537             |                  |
| --------------------------------------------- | ---------------- | ---------------- | ---------------- | ---------------- | ---------------- | ---------------- | ---------------- | ---------------- | ---------------- | ---------------- | ---------------- | ---------------- | ---------------- |
| Джерело:                                      |                  |                  |                  |                  |                  |                  |                  |                  |                  |                  |                  |                  |                  |